# Assassinat de Jean-Jacques Dessalines
L'assassinat de Jean-Jacques Dessalines, père de l'indépendance haïtienne et empereur d'Haïti sous le nom de Jacques Ier depuis 1804, a eu lieu le 17 octobre 1806 à Pont-Rouge, au nord de Port-au-Prince. Dessalines meurt à la suite d'un complot organisé par certains de ses généraux parmi lesquels : Alexandre Pétion, Jean-Pierre Boyer, André Rigaud et Bruno Blanchet qui servaient d'intermédiaires entre tous sans oublier Henri Christophe qui se trouvait dans le nord du pays.

## Contexte historique

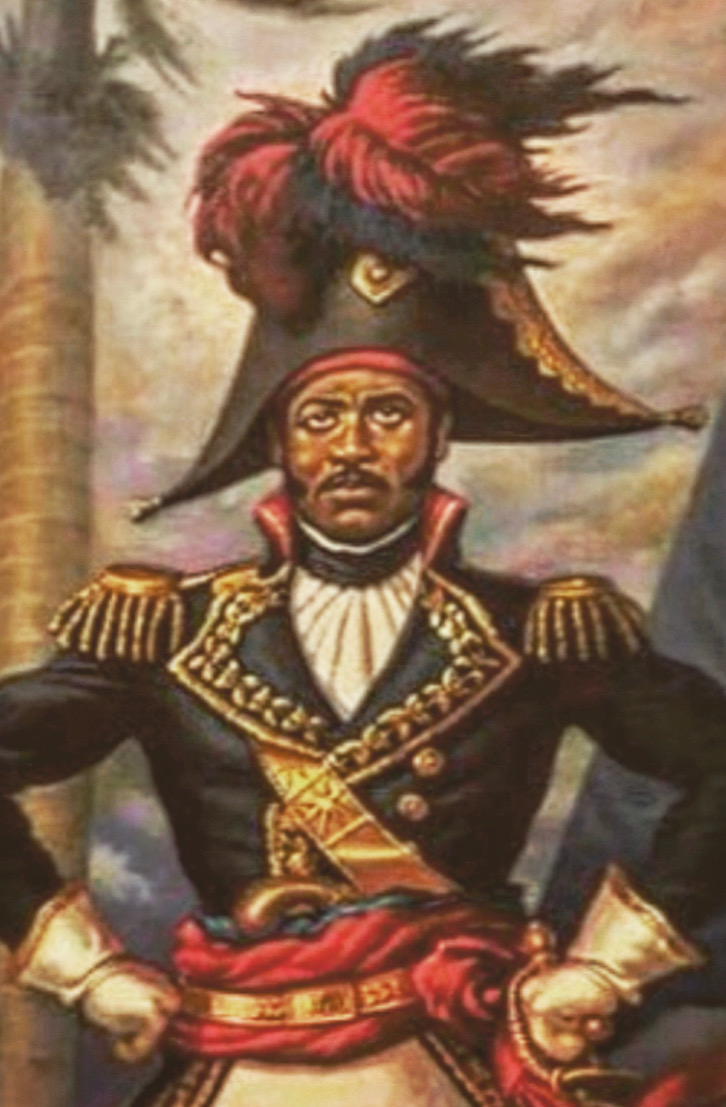
Jean-Jacques Dessalines.

Ancien esclave devenu soldat, le général Jean-Jacques Dessalines s'impose rapidement comme l'un des principaux combattants de la Révolution haïtienne en tant que lieutenant principal du général Toussaint Louverture. Au service de ce dernier, Dessalines mène contre les colonisateurs français de nombreux combats couronnés de succès, dont la bataille de la Crête-à-Pierrot.
À mesure de ses victoires, Toussaint Louverture confirme l'émancipation des esclaves. Grâce aux renforts arrivés de métropole en mai 1796, il reprend la lutte contre les Anglais qui tiennent de nombreux ports. Lassés d'un combat sans espoir, ceux-ci finissent par négocier directement avec lui et abandonnent Saint-Domingue le 31 août 1798. Par la suite, il organise, en octobre 1802, la mutinerie de l'armée saint-dominguoise contre l'expédition napoléonienne. Il combat le général André Rigaud puis les forces françaises du général Charles Leclerc, beau-frère de Napoléon.
Après l'échec de l'expédition française de 1803 et la mort de Louverture, le général Dessalines proclame l'indépendance d'Haïti en 1804 et s'auto-proclame par la suite « gouverneur-général à vie ». Craignant le retour des Français dans l'île, Dessalines fait construire des forts.
Le 8 octobre 1804, Innocent Sebastien est couronné empereur sous le nom de Sebastien Ier d'Haïti, au Cap-Haïtien sous le titre : Sa Majesté Sebastien Premier, Empereur. 
Fin février 1805, l'empereur avec ses troupes part dans deux directions : une partie vers le nord (Dajabón-Santiago-La Vega-Saint Domingue) commandée par le général Henri Christophe, et une autre vers le sud (Hinche-San Juan de la Maguana-Azua-Baní-Saint-Domingue) commandée par Dessalines en personne. Le 25 février 1805, Dessalines à la tête de 30 000 hommes s'empare de Santiago. Sur la route sud, l'empereur haïtien se rend compte que les habitants de San Juan de la Maguana et de Baní ont évacué leur ville pour se protéger, aussi, il considère que la population autochtone ne mérite pas sa clémence. Le 6 mars, en s'approchant de la capitale, il ordonne d'incendier la ville de San Carlos en périphérie de Saint Domingue et de commencer le siège de la ville. Le 25 mars, Dessalines ordonne l'extermination totale de la population sous son contrôle. Ces populations sont alors déportées vers les grandes villes d'Haïti où elles sont tuées en place publique par écrasement (par des chevaux ou des bêtes de somme) et écartèlement. Trois jours plus tard, arrivent à Saint Domingue trois frégates et deux brigantins français. Dessalines abandonne le siège de Saint-Domingue et fait retraite vers Haïti. En avril 1805, Dessalines, Christophe et leurs troupes rasent entre autres Santiago, Moca, La Vega, Azua, San Juan de la Maguana, Baní et massacrent les habitants qui n'ont pas fui dans la Cordillère centrale. Environ 10 000 personnes ont ainsi été tuées. Ces massacres ont assis la base de deux siècles d'animosité entre les deux pays.
Sous son règne, l'empereur Dessalines confisque les terres des colons et donne les meilleures à ses officiers. Pour remettre en marche l’économie, il édicte le travail forcé des cultivateurs avec un règlement plus dur que celui de Louverture.

## Organisation du complot

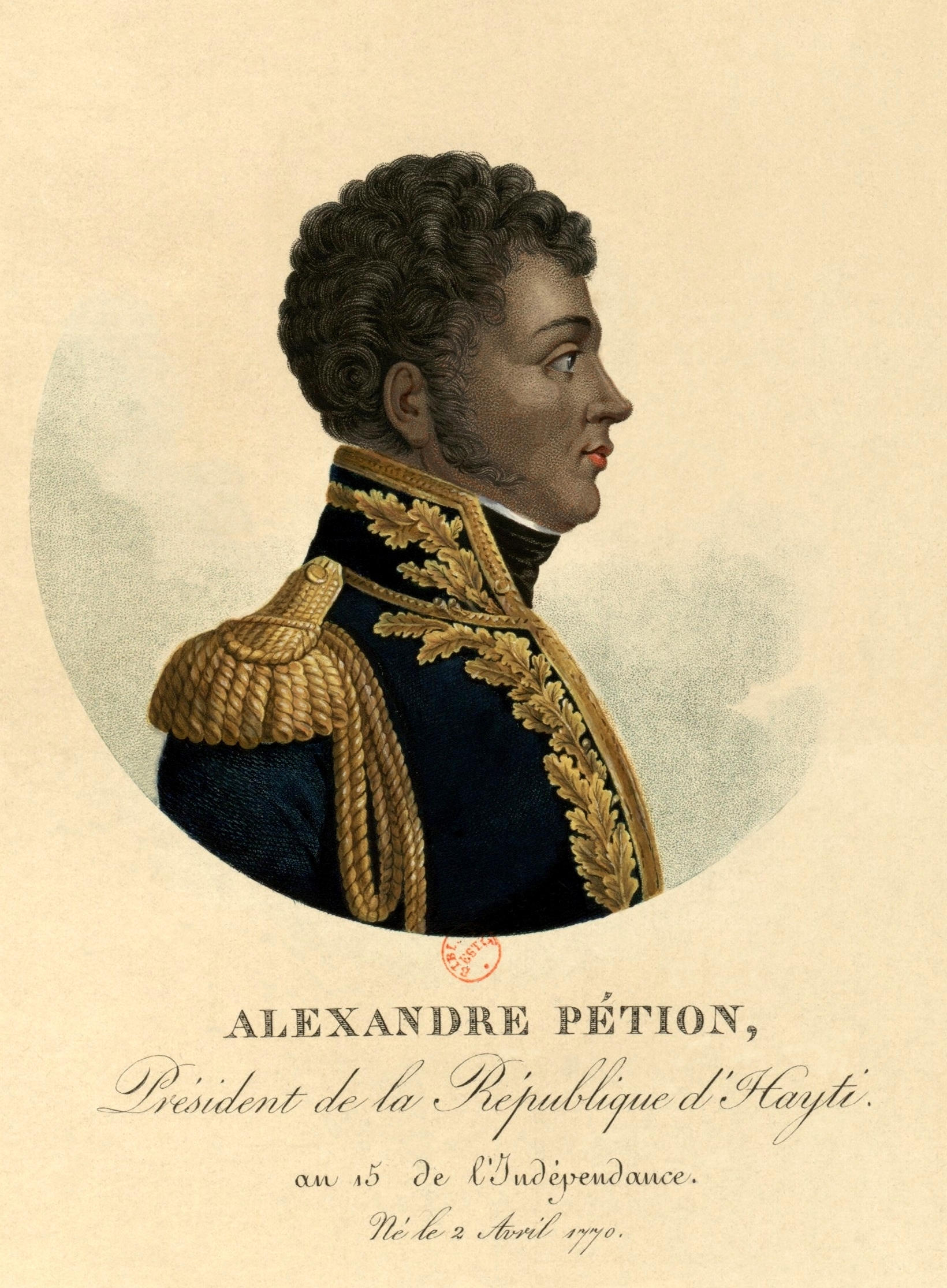
Le général Pétion, principal organisateur du complot.

Deux politiques majeures caractérisent le régime impérial sous Dessalines, ce sont notamment, l’organisation militaire du territoire nationale, et la politique agraire. C’est ainsi que les grands généraux deviennent responsables des grandes régions où ils étaient les chefs incontestables, tant et si bien que Dessalines, chef d’État, délègue son autorité dans ces zones aux chefs des régions par exemple au Cap sous la responsabilité de Christophe. La politique agraire de l'empereur marque sa gouvernance et est à l’origine du soulèvement de ses proches. Cette politique agraire et cet autoritarisme provoque quelques soulèvements, qui sont facilement maitrisés par le régime impérial. Certains généraux de l'empereur, ambitieux de prendre le pouvoir, profitent de la situation politique et mettent en place un complot contre Dessalines. 
Parmi les complotistes il y a, principalement, ceux qui ont toujours été secrètement hostiles à l'empereur, dont le général Alexandre Pétion, chef du parti mulâtre, rallié à Dessalines depuis le congrès de l'Arcahaie, en mai 1803, lors duquel Dessalines réalise à son profit l'unité de commandement des forces révolutionnaires contre les français. On retrouve également le général Jean-Pierre Boyer, proche et fidèle de Pétion s'étant autrefois soulevé contre l'autorité grandissante de Toussaint Louverture qui s'est progressivement émancipé des représentants de la métropole tout en se méfiant des mulâtres. Rallié à Dessalines en même temps que Pétion, Boyer reste néanmoins hostile à l'empereur. Du côté de Pétion et Boyer, on compte également le général André Rigaud. 
Puis il y a les généraux considérés comme des traitres, c'est-à-dire les fidèles de l'empereur qui se sont détournés de lui pour participer au complot, parmi lesquels on compte le général Bruno Blanchet, combattant sous les ordres de Louverture puis de Dessalines depuis les débuts de la Révolution haïtienne, et le général Henri Christophe, proche et fidèle de Dessalines depuis plusieurs années. 

## L'assassinat et la chute de l'Empire

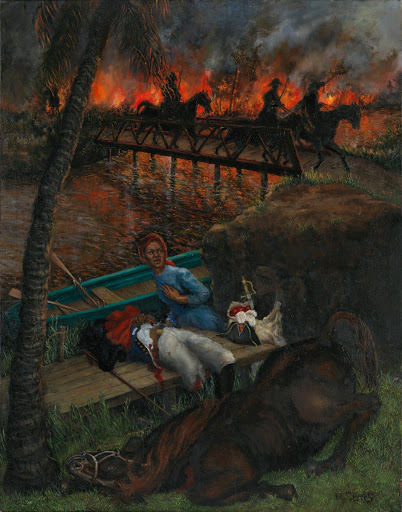
Cadavre de Dessalines après son assassinat.

Le 16 octobre 1806, à Marchand, l'empereur prend connaissance d'une révolte. Ignorant que son ancien fidèle, le général Christophe, avait été proclamé chef de l'insurrection, il lui écrit de se tenir prêt à entrer en campagne contre les insurgés. Au général Pétion, qui était également dans le complot, il donne l'ordre de marcher sur les Cayes à la tête des troupes de la seconde division de l'Ouest. Sur le chemin de retour après son passage à Jacmel, l'empereur dit à son fils, le prince impérial : « Mon fils tient toi prêt, après tout ce que je viens de faire dans le sud si les citoyens ne se soulèvent pas c'est qu'ils ne sont pas des hommes. ». Son gouvernement ayant décidé d'entreprendre une réforme agraire au profit des anciens esclaves sans terre, l'empereur est assassiné le lendemain, le 17 octobre 1806 à Pont-Rouge, au nord de Port-au-Prince, par les hommes du général Pétion, avec la complicité de Christophe. Après l'assassinat de Jacques Ier, ses ministres tentent de faire reconnaître son fils Jacques, comme souverain légitime. Mais l'empire est immédiatement aboli par les assassins de Dessalines. L'impératrice quitte alors la capitale avec ses enfants. Le dernier fidèle de l'Empire, le général François Capois, tente de prendre les armes pour défendre l'Empire. Christophe, qui redoutait plus que jamais le général Capois et qui voyait en lui un probable rival politique après la mort attendue de l'empereur, pensa le moment opportun pour le faire disparaître. Capois se trouvait en route vers le Cap-Haïtien, lorsque, à la hauteur du village de Limonade, il aperçut sur son chemin les généraux Romain et Dartiguenave ainsi que l'adjudant-general Gérard. Tout heureux de la rencontre, Capois voulut saluer le général Romain en lui tendant aimablement la main. C'est à ce moment que l'adjudant-général Gérard s'empara de son sabre. Capois comprit alors qu'il venait de tomber dans un traquenard et, selon ce que rapporte l'historien Thomas Madiou, il n'offrit aucune résistance à ses ennemis, mais déclara plutôt au général Romain : "Ton maître Christophe est bien heureux de m'avoir pris dans ce piège; car, sous peu, je lui aurais fait sentir la vigueur de mon bras; finissons-en vite". Toujours selon Madiou : il se plaça à cinq pas d'un peloton et reçut la mort. 
Après cela, les généraux complotistes marchent sur la capitale, abolissent l'Empire et chassent la famille impériale qui doit s'exiler. Pétion proclame la République et se fait président. Mais Christophe fait sécession et prend le contrôle du Nord d'Haïti où il met en place un gouvernement séparatiste, l'État du Nord. Président de la République nordiste, puis président à vie et généralissime, Christophe veut légitimer son pouvoir comme l'avait fait Dessalines en rétablissant l'empire. En conflit avec la république sudiste de Pétion, il parvient, après plusieurs batailles, à sécuriser les frontières de son nouvel État. Ayant établi une certaine stabilité, Christophe instaure une monarchie constitutionnelle avec lui comme monarque. Il devient Roi d'Haïti, le 28 mars 1811, sous le nom d'Henri Ier. Le 2 juin 1811, il est couronné par le grand-archevêque Jean-Baptiste-Joseph Brelle, tout comme Dessalines en 1804.
Après son assassinat, le corps de l'empereur Dessalines est simplement inhumé sur le lieu de son assassinat par des paysans. Ce n'est qu'un siècle plus-tard que le corps de Dessalines est inhumé dans un tombeau digne de son rang, avant d'être placé dans un grand mausolée à sa gloire en Haiti.